# Hennagyij Hennagyijovics Moszkal
Hennagyij Hennagyijovics Moszkal (ukránul: Геннадій Геннадійович Москаль; Zadubrivka, 1950. december 11. – 2024. március 17.) ukrán jogász és politikus. 2007 novemberétől parlamenti képviselő. 2014. szeptember 18-tól a Luhanszki Területi Állami Közigazgatási Hivatal elnöke volt. 2015. július 15-től a Kárpátaljai Területi Állami Közigazgatási Hivatal elnöke.
A Csernyivci terület Zasztavnyiszki járásában található Zaduribka faluban született. 1970-ben rövid ideig a Lvivi Vasutak ternopili kirendeltségénél dolgozott vagonfelügyelőként. 1970–1972 között katonai szolgálatát töltötte a Szovjet Hadseregben.

## Rendőri karrierje
1973-tól a rendőrségen dolgozott. A BM kijevi rendőrtiszti főiskoláján tanult, ahol 1976-ban végzett. 1975–1978 között a Csernyivci területi belügyi kirendeltségének (rendőrkapitányság) vizsgálójaként, majd fővizsgálójaként dolgozott. 1978-tól már a bűnügyi osztály vezetője, 1983-tól pedig Csernyivciben kerületi rendőrkapitány volt. 1986–1992 között a megyei rendőrkapitányság bűnügyi osztályának vezetője, 1992–1995 között a Csernyivci terület rendőrkapitányának első helyettese, a bűnügyi rendőrség vezetője volt. 1995 és 1997 között az ukrán BM Kárpátaljai Belügyi Főosztályának (rendőrkapitányság) vezetői posztját töltötte be. 1997–2000 között a Krími Autonóm Köztársaság, majd 2000-ben a Dnyipropetrovszki terület rendőrkapitánya volt, mindkét esetben belügyminiszter-helyettesi rangban.

## Politikai pályája
2001-ben Viktor Baloha leváltása után Ukrajna elnöke Moszkalt nevezte ki a Kárpátaljai Területi Állami Közigazgatási Hivatal (területi adminisztráció) elnökévé. Posztját azonban csak rövid ideig tarthatta meg, az Ukrán Egyesített Szociáldemokrata Párt (SZDPUo) kárpátaljai térnyerése miatt menesztették, helyére az SZDPUo területi elnökét, Ivan Rizakot nevezték ki. 2002-től Ukrajna Nemzetiségi és Migrációs Állami Bizottságának elnökeként dolgozott. 
2005-ben rövid ideig belügyminiszter-helyettes és a bűnügyi rendőrség országos parancsnoka volt. 2005 novemberében kinevezték a Luhanszki Területi Állami Közigazgatási Hivatal vezetőjévé, és az elnök megbízottjává a Krímbe. 
A 2006-os parlamenti választásokon a Mi Ukrajnánk (Nasa Ukrajina) pártlistáján indult, a 327. helyről azonban nem jutott be a parlamentbe (a listáról csak 81 képviselő jutott be). 2007 januárjában az Ukrán Biztonsági Szolgálat (SZBU) elnökhelyettesévé nevezték ki. 2007 novembere elején mentették fel e posztból, miután az októberi időközi ukrajnai parlamenti választásokon a Mi Ukrajnánk-Népi Önvédelem blokk pártlistájának 41. helyéről bejutott az Ukrán Legfelsőbb Tanácsba. A parlamentben a korrupció és szervezett bűnözés elleni bizottság alelnöke volt.
2011. december 29-én az Arszenyij Jacenyuk vezette Változások Frontja (Front zmin) párt tagja lett. A 2012 októberi parlamenti választáson már az egységes ellenzéki listán indult és így a Haza párt színeiben szerzett mandátumot. Miután az egyre szorosabb együttműködés eredményeként a Változások Frontja 2013 júniusában beolvadt a Haza (Batykivscsina) pártba, Moszkal is a Haza tagja lett és bekerült a párt vezető testületeibe is.
2014. augusztus 25-én a Haza párt megfosztotta minden párttisztségtől és kizárta tagjai közül Hennagyij Moszkalt. Moszkal kizárását a párt az alapszabályával ellentétes tevékenységgel magyarázta. A Haza párt a 2014. március 29-i kongresszusán Julija Timosenkót választotta meg elnökjelöltnek a 2014-es előrehozott ukrajnai elnökválasztásra, de Moszkal a pártszabályzattal ellentétes módon egy másik jelöltet, Petro Porosenkót támogatott a kampány során, emellett Moszkal a 71-es választókerületben Porosenko megbízottjaként is tevékenykedett.
Petro Porosenko elnök 2014. szeptember 18-án kinevezte a Luhanszki Területi Állami Közigazgatási Hivatal funkcióit ellátó katonai-civil adminisztráció vezetőjévé. (A hivatal székhelye a kelet-ukrajnai háború miatt ideiglenesen Szjevjerodoneckben található.) 
A 2015. július 11-i munkácsi tűzharc nyomán kialakult helyzetre való tekintettel Ukrajna elnöke 2015. július 15-én újra őt nevezte ki a Kárpátaljai Területi Állami Közigazgatási Hivatal elnökévé. 2019. április 23-án bejelentette, hogy lemond erről a posztjáról, ezután Volodimir Zelenszkij elnök júniusban mentette fel.